# Gössendorf
Gössendorf é um município da Áustria, situado no distrito de Graz-Umgebung, na estado da Estíria. Tem 7,21 km² de área e sua população em 2019 foi estimada em 4.041 habitantes.